# Landesverfassung (Österreich)

Politisches System der Länder

Als Landesverfassungen werden in Österreich die Grundgesetze der Länder bezeichnet, die ihre innere Organisation, ihr Verhältnis untereinander und ihre Beziehung zum Bundesstaat regeln.

## Geschichte
Die Landesverfassungen der österreichischen Länder entstanden in der Zeit zwischen 1918 und 1922. Ihre Vorgänger waren die Landesordnungen (in Tirol trägt die Landesverfassung noch heute diesen Namen) im Kaisertum Österreich, welche aber keine Verfassungen im eigentlichen Sinn darstellten. Manche der Verfassungen basierten direkt auf den ehemaligen Landesordnungen (z. B. die Verfassung der Steiermark), es gab aber auch Verfassungen neuen Stils, wie die Vorarlberger Landesverfassung. Zu ersten Novellen kam es bereits in den 1920er Jahren, da die Landesverfassungen mit der Bundesverfassung in Einklang gebracht werden mussten. Nach ihrer Aufhebung zwischen 1934 und 1945 wurden sie wieder in Geltung versetzt. Die meisten Länder novellierten ihre Landesverfassungen im Laufe der 1970er und 1980er Jahre, um sie an die modernen Anforderungen anzupassen und um zum Beispiel soziale Grundrechte aufzunehmen.

## Stellung im Stufenbau der Rechtsordnung
Im Stufenbau der österreichischen Rechtsordnung sind Bundes- und Landesrecht prinzipiell gleichrangig. Eine Ausnahme bildet hier nur das Verfassungsrecht. Laut Art. 99 Abs. 1 Bundes-Verfassungsgesetz (B-VG) dürfen die Landesverfassungen dem Bundesverfassungsrecht nicht widersprechen. Die Verfassungs- und Kompetenzgerichtsbarkeit liegt allein beim Verfassungsgerichtshof.

## Inhalt
Die Landesverfassungen regeln prinzipiell jene Bereiche, in denen auch die einfache Gesetzgebungskompetenz bei den Ländern liegt. Zudem gibt es meist einen allgemeinen Teil, der den Umfang des Landesgebietes, die Landessprachen, die Symbole des Landes und Ähnliches regelt.

## Die einzelnen Verfassungsgesetze
| Land             | Kurztitel                         | Typ | Abkürzung | Langtitel | Fundstelle                                 |
| ---------------- | --------------------------------- | --- | --------- | --- | ------------------------------------------ |
| Burgenland       | Landes-Verfassungsgesetz          | LVG | L-VG      | Landes-Verfassungsgesetz vom 14. September 1981 über die Verfassung des Burgenlandes (L-VG)                                              | LGBl.Nr. 42/1981                           |
| Kärnten          | Kärntner Landesverfassung - K-LVG | LVG | K-LVG     | Landesverfassungsgesetz vom 11. Juli 1996, mit dem die Verfassung für das Land Kärnten erlassen wird (Kärntner Landesverfassung - K-LVG) | LGBl Nr. 85/1996                           |
| Niederösterreich | NÖ Landesverfassung 1979          | LVG | NÖ LV     | | LGBl. 0001                                 |
| Oberösterreich   | Oö. Landes-Verfassungsgesetz      | LVG | Oö. L-VG  | Oö. Landes-Verfassungsgesetz (Oö. L-VG)                                                                                                  | LGBl.Nr. 122/1991                          |
| Salzburg         | Landes-Verfassungsgesetz 1999     | LVG | L-VG      | Landes-Verfassungsgesetz 1999 - L-VG | LGBl.Nr. 25/1999                           |
| Steiermark       | Landes-Verfassungsgesetz 2010     | LVG | L-VG      | Landes-Verfassungsgesetz 2010 (L-VG) | LGBl. Nr. 77/2010, 3/2011, 8/2012          |
| Tirol            | Tiroler Landesordnung 1989        | LVG | TLO       | Landesverfassungsgesetz vom 21. September 1988 über die Verfassung des Landes Tirol (Tiroler Landesordnung 1989)                         | LGBl.Nr. 61/1988                           |
| Vorarlberg       | Landesverfassung                  | LVG | L.V.      | Verfassungsgesetz über die Verfassung des Landes Vorarlberg (Landesverfassung – L.V.)                                                    | LGBl.Nr. 9/1999, 33/2001, 14/2004, 43/2004 |
| Wien             | Wiener Stadtverfassung            | LVG | WStV      | Verfassung der Bundeshauptstadt Wien (Wiener Stadtverfassung – WStV)                                                                     | LGBl. Nr. 28/1968, 15/10/1968              |